# Acropteris moluccana
Acropteris moluccana es una especie de polilla del género Acropteris, familia Uraniidae.

## Taxonomía
Fue descrita científicamente por Prout.